# إعادة تضاعف الحمض النووي الريبوزي منقوص الأكسجين

نظرة عامة على التضاعف الطبيعي للكروموسوم في دورة الخلية

تُعد عملية إعادة تضاعف الدي أن إيه أمرًا غير مرغوب فيه وربما قاتل للخلايا حقيقية النواة حيث يتم تضاعف الجينوم أكثر من مرة في كل دورة خلية . يُعتقد بأن إعادة التضاعف قد تؤدي إلى عدم الاستقرار الجيني وقد تتداخل في أمراض مجموعة متنوعة من السرطانات البشرية.  لمنع إعادة التضاعف، طورت الخلايا حقيقية النواة آليات متعددة ومتداخلة لمنع تكرار الحمض النووي الصبغي جزئيًا أو كليًا في دورة خلية معينة. تعتمد آليات التحكم هذه على نشاط الكيناز (CDK) المعتمد على السيكلين.  تتعاون آليات التحكم في تكرار الحمض النووي لمنع إعادة أصول التضاعف وتفعيل دورة الخلية ونقاط التحقق.  يتم تنظيم تضاعف الحمض النووي بشكل دقيق لضمان نقل المعلومات الجينومية بسلام.